# Muscari hermonense
Muscari hermonense là một loài thực vật có hoa trong họ Măng tây. Loài này được Ravenna mô tả khoa học đầu tiên năm 2002.